# Pamponerus choremii
Pamponerus choremii là một loài ruồi trong họ Asilidae. Pamponerus choremii được Smart & Taylor & Hull miêu tả năm 2007. Loài này phân bố ở vùng Cổ Bắc giới.